# جرج رید
جرج رید (به انگلیسی: George Read) سناتور سابق عضو حزب فدرالیست (آمریکا) بود. وی در سال ۱۷۸۹ تا ۱۷۹۳ میلادی سناتور ایالت دلاویر در سنای ایالات متحده آمریکا بود.